# Wow (lyd)
 For alternative betydninger, se Wow. (Se også artikler, som begynder med Wow)
Wow er langsomme ændringer af frekvensen eller signalstyrken på et signal. Det kan f.eks. give sig tilkende som hørbare variationer i en optagelse af klangen fra en kirkeklokke. Fejlen skyldes typisk mekanisk fejl på en båndoptager (skader på capstan), en grammofon der løber ujævnt eller en dårligt centreret eller skæv grammofonplade. 